# Role (województwo zachodniopomorskie)
Role (niem. Röhlshof) – wieś w Polsce położona w województwie zachodniopomorskim, w powiecie świdwińskim, w gminie Rąbino. Wieś jest siedzibą sołectwa Role w którego skład wchodzi również miejscowość Modrzewiec.
W latach 1975–1998 wieś należała do woj. koszalińskiego.